# Arturo Merzario
Arturo Merzario (n. 11 martie 1943, Civenna, Lombardia, Regatul Italiei) este un fost pilot de curse auto italian care a evoluat în Campionatul Mondial de Formula 1.